# 평택 자미산성지
평택 자미산성지(平澤 玆美山城址)는 대한민국 경기도 평택시 안중면 덕우리에 위치한 삼국 시대의 성곽으로, 다른 이름은 재미산성이다. 토축된 내성, 돌로 쌓은 외성, 산 동쪽 110m 부근에 위치한 부성의 삼중구조로 이루어져 있다. 2005년 10월 17일 경기도 기념물 제203호로 지정되었다.

## 개요
학술조사 결과 자미산 정상부 주위를 둘러싼 내성과 능선을 따라 이루어진 외성으로 이루어졌으며 성내에는 문지 등의 각종 시설물이 확인되었고, 청동기시대부터 조선시대에 이르기까지 다양한 유물이 출토되었다. 방조제 공사로 석재들이 유출되어 성벽하부만 남아 있는 상태이나 삼국시대의 격전지였던 아산만에 위치한 산성으로 역사적, 고고학적인 중요성이 인정된다.

## 참고 자료
- 평택자미산성지 - 국가유산청 국가유산포털